# Juventus Football Club 2014-2015
Questa voce raccoglie le informazioni riguardanti la Juventus Football Club nelle competizioni ufficiali della stagione 2014-2015.

## Stagione

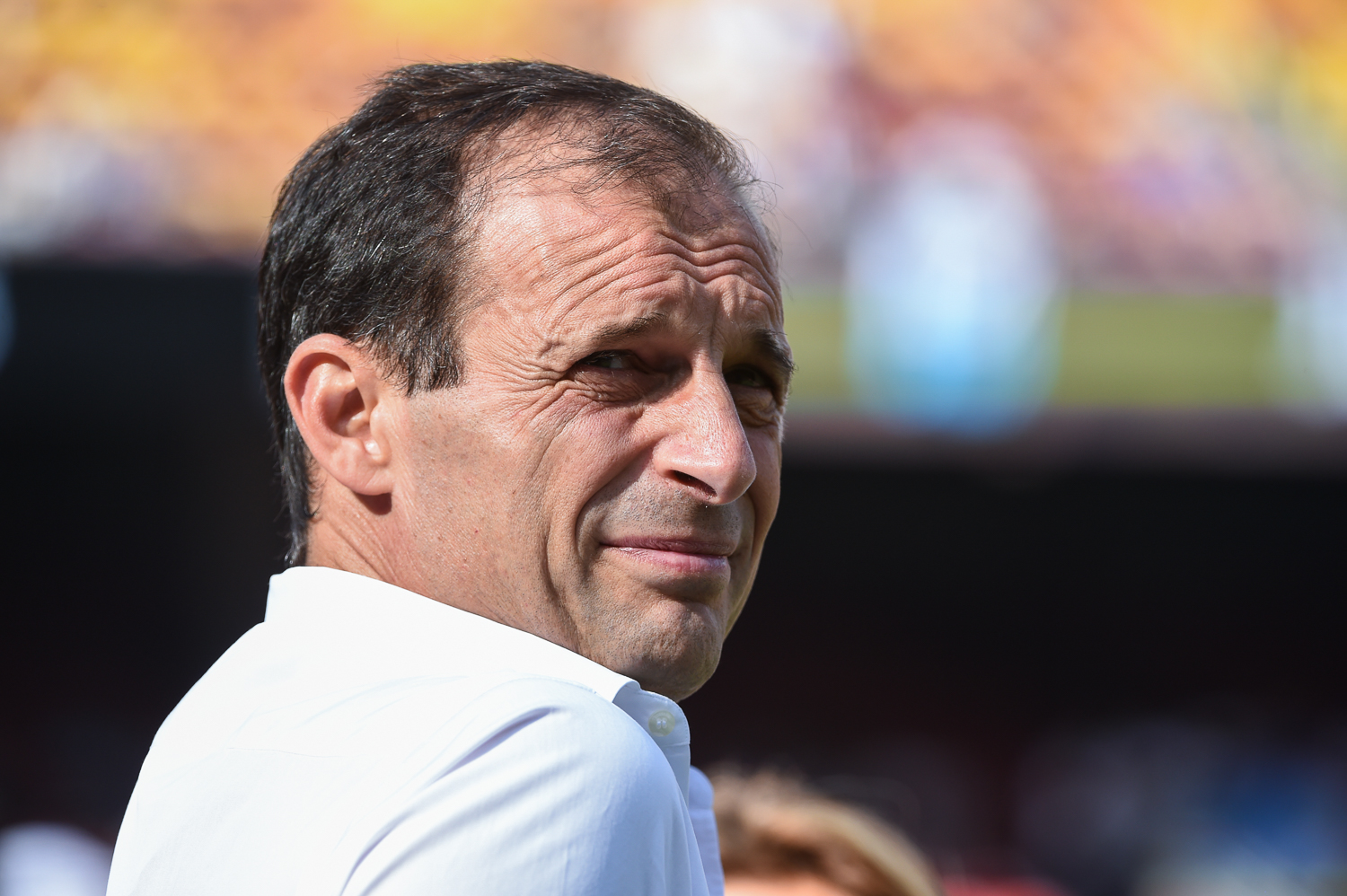
Il tecnico Massimiliano Allegri, all'esordio in bianconero, eguaglia il tandem Cesarini-Parola (1960) e Lippi (1995), gli unici riusciti in passato a centrare un double domestico sulla panchina juventina.

L'avvio di stagione risulta abbastanza movimentato per i colori bianconeri. Al culmine di settimane tormentate, a ritiro estivo iniziato l'allenatore Antonio Conte – tra i maggiori artefici del recente triennio di successi, ma sempre più in dissidio con la dirigenza – rescinde il suo contratto divenendo, di lì a breve, commissario tecnico della nazionale italiana. A sostituirlo sulla panchina juventina arriva Massimiliano Allegri, un nome accolto a Torino dagli addetti ai lavori, dagli avversari e ancor più da frange del tifo bianconero fra non troppo velate perplessità, ma che finirà invece per essere protagonista di una positiva stagione d'esordio con la Vecchia Signora.
Per quanto concerne la rosa, l'attacco vede la partenza di buona parte dei passati elementi, Vučinić, Quagliarella e Osvaldo, sostituiti dai giovani Coman e Morata prelevati, rispettivamente, da Paris Saint-Germain e Real Madrid; lo spagnolo Morata, in particolare, dopo un avvio in sordina riesce a scalzare nelle gerarchie il connazionale Llorente guadagnandosi, nella seconda parte della stagione, un posto da titolare a fianco di Tévez. Il resto dell'organico juventino, che vede le seconde linee Peluso, Isla e De Ceglie (quest'ultimo, per lo spazio del solo girone d'andata) lasciare Torino, si rinforza con gli arrivi del difensore Evra, ex Manchester Utd, e dei centrocampisti Rômulo e Pereyra, rispettivamente da Verona e Udinese; torna inoltre alla base Marrone dopo l'anno trascorso al Sassuolo, mentre dal settore giovanile è promosso in prima squadra Mattiello. Nella sessione invernale, a fronte delle partenze dello stesso Mattiello (in prestito) e dello svincolato Giovinco, c'è il ritorno in bianconero di Matri e il debutto del giovane Sturaro. Sul piano tattico, Allegri sceglie nei primi mesi di continuare a puntare sul collaudato 3-5-2, modulo che ha contraddistinto gli ultimi tre scudetti di marca contiana, decidendo solo nel vivo della stagione di affidarsi maggiormente, soprattutto in campo continentale, a un più offensivo 4-3-1-2 in cui, caso particolare, il ruolo di trequartista è ricoperto da centrocampisti "muscolari" e lontani dal canonico regista, quali Vidal o il neoacquisto Pereyra.
In campionato si delinea inizialmente, sulla falsariga della stagione precedente, un duello al vertice con la Roma. Bianconeri e giallorossi rimangono appaiati in vetta sino allo scontro diretto di Torino del 5 ottobre 2014, vinto dai padroni di casa per 3-2, che permette loro di prendere la testa solitaria della classifica ma non di staccare i capitolini, che nel prosieguo del girone d'andata rimangono a una manciata di lunghezze dai piemontesi creando, di fatto, un solco tra il tandem di testa, che ambisce al titolo, e il resto delle compagini. Con il successo 3-1 in casa del Napoli, campo che non espugnava da 14 anni, l'11 gennaio 2015 la Juventus fa proprio con una giornata d'anticipo il simbolico titolo di campione d'inverno, rivalendosi in qualche modo sui partenopei che, il 22 dicembre addietro, avevano sconfitto i bianconeri ai rigori nella finale di Supercoppa italiana giocata a Doha.
In questa prima parte del torneo, col pareggio 1-1 contro la Sampdoria allo Stadium, il 14 dicembre i torinesi mettono fine a una striscia-record di 25 successi interni: un percorso netto che durava dal 4-1 alla Lazio del 31 agosto 2013 e che, dopo ben 66 anni, manda in soffitta il precedente primato (21) stabilito a suo tempo dal Grande Torino sul finire degli anni 40 del XX secolo. Quattro giorni dopo, con la vittoria 3-1 in trasferta sul Cagliari, la squadra chiude l'anno solare con 95 punti conquistati in 37 partite, superando i vecchi record di punti per gara (92 su 37) conseguito dall'Inter nel 2007, e di punti assoluti (94 in 40 match) che lo stesso club bianconero aveva realizzato nel 2012.
In precedenza, in campo europeo, la Juventus aveva cominciato il cammino in Champions League direttamente dalla fase a gironi, inserita in un equilibrato raggruppamento che annovera esclusivamente campioni nazionali: gli spagnoli dell'Atlético Madrid, peraltro finalisti nell'ultima edizione della coppa, i greci dell'Olympiacos e gli svedesi del Malmö FF. Con tre vittorie, un pareggio e due sconfitte, all'ultima giornata i bianconeri accedono alla fase a eliminazione diretta come secondi classificati del gruppo, dietro ai Colchoneros.

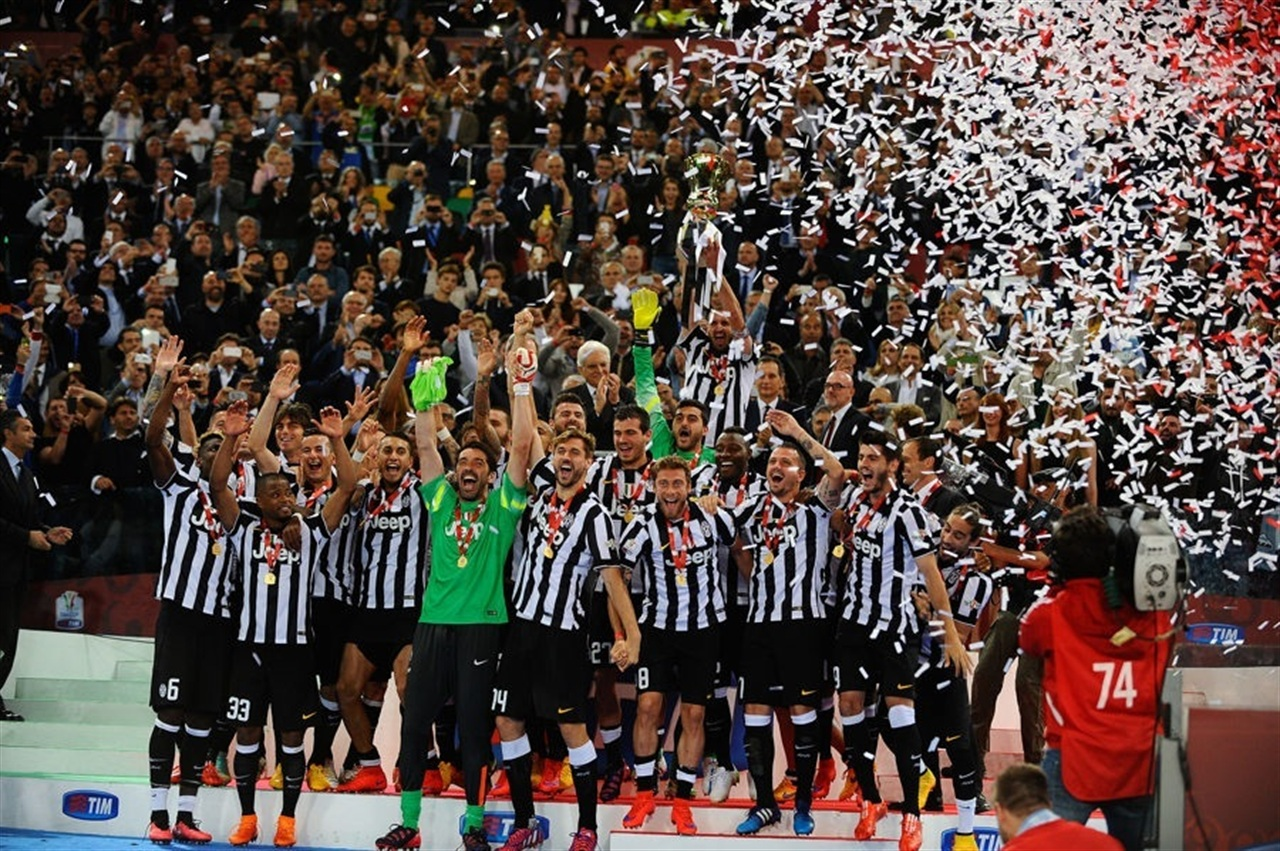
I giocatori bianconeri, sul palco d'onore dell'Olimpico di Roma, festeggiano il decimo trionfo in Coppa Italia, conseguito ai supplementari nella finale contro la Lazio.

Con l'inizio del nuovo anno, tra i confini nazionali, completamente agli antipodi dell'andata si rivela invece la tornata di ritorno della Serie A dove, approfittando degl'incostanti risultati delle più vicine inseguitrici, la succitata Roma, un altalenante Napoli nonché una Lazio in risalita, Madama riesce a incrementare settimana dopo settimana il vantaggio in classifica sul tandem capitolino – che in aprile arriva a toccare un distacco massimo di +15 –, riuscendo a condurre in porto piuttosto agevolmente la conferma dello scudetto, il quarto consecutivo – una striscia vincente che, in casa bianconera, non si verificava dai tempi del Quinquennio d'oro –, arrivato matematicamente il 2 maggio, a corollario di un torneo percorso sempre in testa, battendo di misura a Marassi i blucerchiati grazie a un gol di Vidal; il club piemontese, che mai prima d'ora aveva conquistato il campionato, nell'èra dei 3 punti a vittoria, con quattro giornate d'anticipo, diventa inoltre il primo, nella storia del calcio italiano, a mettere assieme un filotto di quattro scudetti in due periodi distinti.
Con lo scudetto ormai archiviato, nel mese di maggio la Juventus è l'unica squadra del continente, assieme al Barcellona, a essere ancora in corsa su tre fronti, ciò grazie ai positivi cammini di cui è artefice nelle coppe. Con l'avvio della knockout phase di Champions, le Zebre hanno infatti la meglio dapprima agli ottavi dei tedeschi del Borussia Dortmund, con un doppio successo (2-1 a Torino e 3-0 in Germania), ai quarti dei monegaschi del Monaco, superati di misura (1-0 in Piemonte e 0-0 nel Principato), e poi in semifinale degl'iberici del Real Madrid, uscendo imbattute dal doppio confronto coi detentori del trofeo (2-1 allo Stadium e 1-1 al Bernabéu) e raggiungendo così la finale della massima competizione europea per club – un traguardo che sfuggiva da dodici anni –; il 6 giugno, all'Olympiastadion di Berlino, la squadra non riesce tuttavia a sollevare il trofeo, cedendo 1-3 ai catalani del Barça.

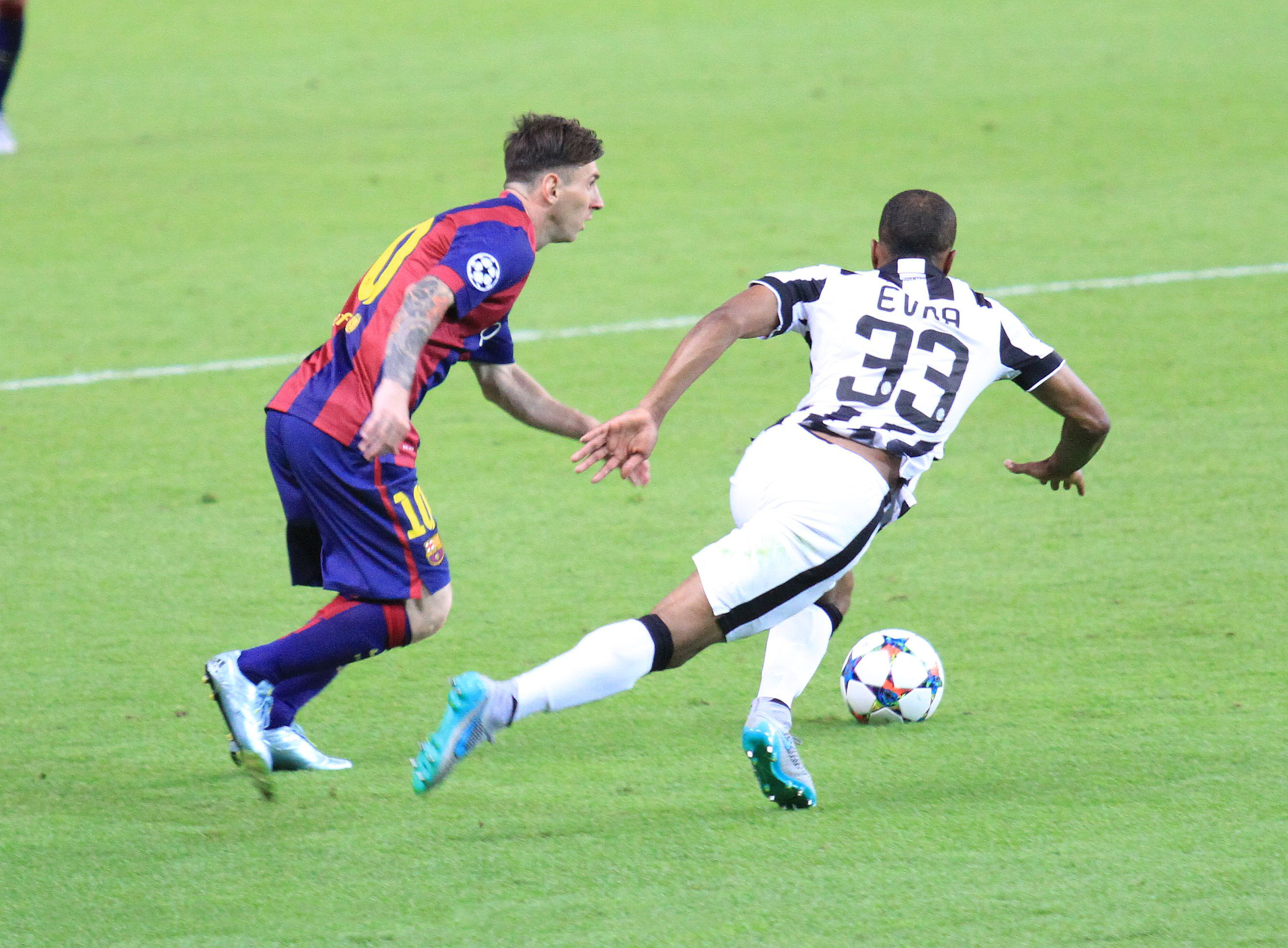
Patrice Evra in contrasto sul blaugrana Lionel Messi all'Olympiastadion di Berlino, nel corso della finale di Champions League.

Dall'esito più felice è il cammino dei torinesi in Coppa Italia dove, dopo 20 anni, tornano a sollevare il trofeo. Entrata in tabellone agli ottavi, la squadra ha la meglio nei primi turni a eliminazione diretta del Verona, superato in goleada, e, con più fatica, di un Parma non destabilizzato dai suoi problemi societari e finanziari. Nella doppia semifinale contro la Fiorentina, i bianconeri superano 3-0 i viola nel retour match di Firenze, rimontando l'1-2 subìto in precedenza a Torino; per la prima volta la Juventus riesce a passare il turno nella principale coppa nazionale dopo aver perso la sfida d'andata, approdando alla sua quindicesima finale nella manifestazione. Nell'atto conclusivo del 20 maggio, all'Olimpico di Roma, l'undici di Allegri supera la Lazio 2-1 in una partita risolta ai supplementari, con la decisiva marcatura di Matri: per i piemontesi è la decima affermazione nel torneo – facendone i primi a raggiungere tale traguardo –, nonché il terzo double nazionale della loro storia dopo i precedenti del 1959-60 e 1994-95.

## Divise e sponsor
Il fornitore tecnico della squadra è, per la dodicesima e ultima stagione, Nike, mentre lo sponsor ufficiale è Jeep.
La prima divisa è composta da una casacca con nove strisce bianconere, accompagnata da pantaloncini e calzettoni bianchi: nello specifico, inizialmente la maglia si segnalava soprattutto per il ritorno dei numeri sulla schiena dipinti in giallo, inseriti stavolta all'interno di un quadrato bianco come avveniva sulle uniformi juventine a cavallo degli anni 50 e 60 del XX secolo (quando però la numerazione era rossa); tuttavia, a seguito della scarsa leggibilità di questo abbinamento cromatico riscontrata durante il precampionato, con l'esordio in Serie A nomi e numeri hanno mutato colore dal giallo al nero, sempre su fondo bianco. All'interno del colletto è presente il motto «Fino alla fine», frase scelta dai tifosi della Vecchia Signora attraverso un sondaggio online organizzato dalla società sabauda.
| Casa | Trasferta | Terza divisa |

La seconda divisa consta di un completo blu arricchito da piccoli richiami gialli; sul petto, la maglia è permeata dalla presenza di tre grandi stelle, riportate tono su tono, che si dipanano dallo stemma societario. La terza divisa vede l'adozione del verde, colore raramente usato per le trasferte del club piemontese; questo, virato in versione fluo, si caratterizza per l'adozione della tinta in due distinte tonalità, chiara nella parte frontale e scura in quella posteriore, separate, sia su maglia, pantaloncini e calzettoni, da una linea nera di decorazione. Per i portieri, infine, sono state riservate una prima maglia verde, con decorazioni gialle e bianche sulle maniche, una seconda casacca che si presenta completamente nera, con decorazioni rosse e bianche sulle maniche, una terza opzione grigia, con decorazioni rosse, una quarta maglia gialla con decorazioni verdi, e infine una quinta maglia blu con decorazioni verdi indossata in occasione delle partite interne di Champions League.
| 1ª portiere | 2ª portiere | 3ª portiere | 4ª portiere | 5ª portiere |

## Organigramma societario
Area direttiva
- Presidente: Andrea Agnelli
- Amministratore delegato: Aldo Mazzia
- Presidenti onorari: Giampiero Boniperti e Franzo Grande Stevens
- Amministratore delegato e direttore generale: Giuseppe Marotta
- Amministratori: Maurizio Arrivabene, Giulia Bongiorno, Paolo Garimberti, Assia Grazioli-Venier, Pavel Nedvěd, Enrico Vellano e Camillo Venesio
- Direttore finanziario: Aldo Mazzia
- Direttore finanza, pianificazione e controllo: Marco Re
- Direttore risorse umane e organizzazione: Alessandro Sorbone
- Responsabile gestione e controllo investimenti immobiliari: Riccardo Abrate

Area comunicazione
- Direttore comunicazioni e pubbliche relazioni: Claudio Albanese
- Responsabile information technology: Claudio Leonardi
- Internal audit senior manager: Luigi Bocchio
- Direttore controllo interno: Alessandra Borelli
- Direttore digital media: Federico Palomba
- Direttore servizi legali e controllo del rischio: Fabio Tucci
- Direttore ufficio stampa: Enrica Tarchi
- Addetto stampa sportivo: Luca Casassa
- Addetto stampa junior: Cristina Demarie
- Responsabile comunicazioni corporate e media operations: Gabriella Ravizzotti

Area organizzativa
- Segretario sportivo: Francesco Gianello
- Team manager: Matteo Fabris

Area marketing
- Direttore commerciale: Francesco Calvo
- Responsabile marketing: Alessandro Sandiano
- Responsabile contabilità: Alberto Mignone
- Responsabile eventi e museo: Alessandro Sandiano
- Responsabile partenariato globale: Nicola Verdun

Area sanitaria
- Responsabile settore medico: Fabrizio Tencone
- Responsabile sanitario: Gianluca Stesina
- Medico sociale: Luca Stefanini
- Responsabile medico settore giovanile: Stefano Suraci
- Rieducatore massofisioterapista: Marco Luison
- Massofisioterapisti: Maurizio Delfini, Dario Garbiero, Francesco Pieralisi, Emanuele Randelli e Gianluca Scolaro
- Chiropratico: Elio Cavedoni

Area tecnica
- Direttore sportivo: Fabio Paratici
- Segretario generale: Maurizio Lombardo
- Responsabile settore giovanile: Stefano Braghin
- Vice direttore settore giovanile e responsabile area tecnica: Gianluca Pessotto
- Segretario settore giovanile: Massimiliano Mazzetta
- Collaboratore area tecnica: Federico Cherubini
- Piemonte chief scout: Claudio Sclosa
- Italy chief scout: Roberto Marta
- Foreign countries chief scout: Javier Ribalta
- Responsabile attività di base: Luigi Milani
- Responsabile tecnico attività di base: Antonio Marchio
- Allenatore: Massimiliano Allegri
- Allenatore in seconda: Marco Landucci
- Collaboratore tecnico: Maurizio Trombetta
- Preparatore dei portieri: Claudio Filippi
- Responsabile preparazione atletica: Paolo Bertelli
- Preparatore atletico: Simone Folletti
- Responsabile Training Check: Roberto Sassi
- Allenatore Juventus Primavera: Fabio Grosso

## Rosa
Rosa, numerazione e ruoli, tratti dal sito web ufficiale della Lega Nazionale Professionisti Serie A (LNPA), sono aggiornati al 2 febbraio 2015.
| N. |                      | Ruolo | Calciatore                        |
| -- | -------------------- | ----- | --------------------------------- |
| 1  | Italia (bandiera)    | P     | Gianluigi Buffon (capitano)       |
| 2  | Italia (bandiera)    | C     | Rômulo                            |
| 3  | Italia (bandiera)    | D     | Giorgio Chiellini (vice capitano) |
| 4  | Uruguay (bandiera)   | D     | Martín Cáceres                    |
| 5  | Italia (bandiera)    | D     | Angelo Ogbonna                    |
| 6  | Francia (bandiera)   | C     | Paul Pogba                        |
| 7  | Italia (bandiera)    | C     | Simone Pepe                       |
| 8  | Italia (bandiera)    | C     | Claudio Marchisio                 |
| 9  | Spagna (bandiera)    | A     | Álvaro Morata                     |
| 10 | Argentina (bandiera) | A     | Carlos Tévez                      |
| 11 | Francia (bandiera)   | A     | Kingsley Coman                    |
| 12 | Italia (bandiera)    | A     | Sebastian Giovinco                |
| 14 | Spagna (bandiera)    | A     | Fernando Llorente                 |
| 15 | Italia (bandiera)    | D     | Andrea Barzagli                   |
| 16 | Italia (bandiera)    | D     | Marco Motta                       |
| 17 | Italia (bandiera)    | D     | Paolo De Ceglie                   |

| N. |                      | Ruolo | Calciatore           |
| -- | -------------------- | ----- | -------------------- |
| 19 | Italia (bandiera)    | D     | Leonardo Bonucci     |
| 20 | Italia (bandiera)    | C     | Simone Padoin        |
| 21 | Italia (bandiera)    | C     | Andrea Pirlo         |
| 22 | Ghana (bandiera)     | C     | Kwadwo Asamoah       |
| 23 | Cile (bandiera)      | C     | Arturo Vidal         |
| 24 | Italia (bandiera)    | C     | Mattia Vitale        |
| 26 | Svizzera (bandiera)  | D     | Stephan Lichtsteiner |
| 27 | Italia (bandiera)    | C     | Stefano Sturaro      |
| 30 | Italia (bandiera)    | P     | Marco Storari        |
| 32 | Italia (bandiera)    | A     | Alessandro Matri     |
| 33 | Francia (bandiera)   | D     | Patrice Evra         |
| 34 | Brasile (bandiera)   | P     | Rubinho              |
| 37 | Argentina (bandiera) | C     | Roberto Pereyra      |
| 38 | Italia (bandiera)    | C     | Federico Mattiello   |
| 39 | Italia (bandiera)    | C     | Luca Marrone         |

## Calciomercato

### Sessione estiva(dal 1º/7 al 1º/9)
| Acquisti         | Acquisti             | Acquisti            | Acquisti |
| R.               | Nome                 | da                  | Modalità |
| ---------------- | -------------------- | ------------------- | --- |
| D                | Patrice Evra         | Manchester Utd      | definitivo (1,2 milioni £) con bonus (0,3 milioni £) in caso di qualificazione della Juventus alla Champions League 2015-2016                            |
| C                | Kingsley Coman       | Paris Saint-Germain | definitivo |
| C                | Mauricio Isla        | Udinese             | riscatto compartecipazione (4,5 milioni €) |
| C                | Luca Marrone         | Sassuolo            | riscatto compartecipazione (5 milioni €) |
| C                | Roberto Pereyra      | Udinese             | prestito (1,5 milioni €) con diritto di riscatto (14 milioni €) e bonus (1,5 milioni €)                                                                  |
| C                | Rômulo               | Verona              | prestito (1 milioni €) con diritto di riscatto (6 milioni €) o obbligo nel caso il giocatore giochi almeno il 60% delle partite della stagione 2014-2015 |
| A                | Álvaro Morata        | Real Madrid         | definitivo (20 milioni €) con diritto di riacquisto al termine delle stagioni 2015-2016 e 2016-2017 (massimo 30 milioni €)                               |
| Altre operazioni |                      |                     | |
| R.               | Nome                 | da                  | Modalità |
| P                | Entonjo Elezaj       | Lanciano            | fine prestito |
| P                | Alberto Gallinetta   | Chieti              | fine prestito |
| P                | Alberto Gallinetta   | Parma               | riscatto compartecipazione (0,7 milioni €) |
| P                | Nicola Leali         | Spezia              | fine prestito |
| P                | Andrea Montrucchio   | Bra                 | fine prestito |
| P                | Timothy Nocchi       | Padova              | fine prestito |
| P                | Carlo Pinsoglio      | Vicenza             | riscatto compartecipazione (0,7 milioni €) |
| P                | Leonardo Vitali      | Perugia             | prestito |
| P                | Giacomo Volpe        | Barletta            | fine prestito |
| D                | Nazzareno Belfasti   | Pro Vercelli        | riscatto compartecipazione (0,5 milioni €) |
| D                | Francesco Bertinetti | Torino              | fine prestito |
| D                | Carlos Blanco        | Barcellona          | definitivo |
| D                | Nicolas Canizares    | Rayo Vallecano      | fine prestito |
| D                | Adnan Curovic        | Lyngby              | prestito |
| D                | Riccardo De Biasi    | Atalanta            | prestito |
| D                | Paolo De Ceglie      | Genoa               | fine prestito |
| D                | Alessandro Degrassi  | Lanciano            | fine prestito |
| D                | Marcelo Djaló        | Granada             | definitivo (1,034 milioni €) |
| D                | Pedro Gomes          | Vicenza             | definitivo |
| D                | Jacob Laursen        | Odense              | fine prestito |
| D                | Matteo Liviero       | Juve Stabia         | fine prestito |
| D                | Hörður Magnússon     | Spezia              | riscatto compartecipazione (1 milioni €) |
| D                | Vlad Marin           | Roma                | fine prestito |
| D                | Michael Martino      | Cuneo               | definitivo |
| D                | Marco Motta          | Genoa               | fine prestito |
| D                | Giulio Parodi        | Bari                | definitivo |
| D                | Stefano Pellizzari   | Cesena              | riscatto compartecipazione |
| D                | Mattia Pessot        | Liventinagorghense  | definitivo |
| D                | Daniele Rugani       | Empoli              | fine prestito |
| D                | Frederik Sørensen    | Bologna             | riscatto compartecipazione (0,8 milioni €) |
| D                | Joel Untersee        | Vaduz               | fine prestito |
| D                | Alessandro Vogliacco | Bari                | definitivo |
| D                | Reto Ziegler         | Sassuolo            | fine prestito |
| C                | Stefano Antezza      | Carpi               | fine prestito |
| C                | Gabriel Appelt       | Spezia              | fine prestito |
| C                | Stefano Barilli      | Reggiana            | definitivo |
| C                | Lorenzo Benucci      | Sassuolo            | fine prestito |
| C                | Ouasim Bouy          | Amburgo             | fine prestito |
| C                | Simone Braccini      | Cesena              | fine prestito |
| C                | Marcel Büchel        | Lanciano            | fine prestito |
| C                | Marco Camilleri      | Reggina             | definitivo |
| C                | Eros Castelletto     | Sassuolo            | fine prestito |
| C                | Luca Castiglia       | Empoli              | fine prestito |
| C                | Michele Cavion       | Reggiana            | fine prestito |
| C                | Matteo Colla         | Pro Vercelli        | prestito |
| C                | Stefano De Crescenzo | Bari                | fine prestito |
| C                | Nico Hidalgo         | Granada             | definitivo (2 milioni €) |
| C                | Jakub Hromada        | Genoa               | fine prestito |
| C                | Carlo Ilari          | Barletta            | fine prestito |
| C                | Jorge Martinez       | Novara              | fine prestito |
| C                | Fausto Rossi         | Real Valladolid     | fine prestito |
| C                | Federico Santinon    | Chisola             | definitivo |
| C                | Andrea Schiavone     | Siena               | parametro zero |
| C                | Leonardo Spinazzola  | Siena               | parametro zero |
| C                | Stefano Sturaro      | Genoa               | definitivo (5,5 milioni €) con bonus (3,5 milioni €) |
| A                | Domenico Berardi     | Sassuolo            | fine prestito |
| A                | Niko Bianconi        | Gavorrano           | fine prestito |
| A                | Richmond Boakye      | Elche               | fine prestito |
| A                | Alessio Busatta      | Bassano             | definitivo |
| A                | Mbaye Diagne         | Ajaccio             | fine prestito |
| A                | Marco Di Benedetto   | Feralpisalò         | fine prestito |
| A                | Luca Del Papa        | Chieti              | fine prestito |
| A                | Alessandro Eleuteri  | Ascoli              | prestito (0,219 milioni €) con diritto di riscatto (0,375 milioni €)                                                                                     |
| A                | Zoran Josipovic      | Novara              | fine prestito |
| A                | Francesco Margiotta  | Venezia             | fine prestito |
| A                | Riccardo Meneghini   | Vicenza             | definitivo |
| A                | Stefano Padovan      | Vicenza             | fine prestito |
| A                | Cristian Pasquato    | Udinese             | riscatto compartecipazione (1,5 milioni €) |
| A                | Valerio Rosseti      |                     | svincolato |
| A                | Mame Thiam           | Lanciano            | fine prestito |
| A                | James Troisi         | Atalanta            | riscatto compartecipazione (1 milione €) |

| Cessioni         | Cessioni             | Cessioni      | Cessioni                                                                                       |
| R.               | Nome                 | a             | Modalità                                                                                       |
| ---------------- | -------------------- | ------------- | ---------------------------------------------------------------------------------------------- |
| D                | Federico Peluso      | Sassuolo      | definitivo (4,5 milioni €)                                                                     |
| C                | Mauricio Isla        | QPR           | prestito (1,2 milioni €) con diritto di riscatto (10 milioni €)                                |
| A                | Pablo Osvaldo        | Southampton   | fine prestito                                                                                  |
| A                | Fabio Quagliarella   | Torino        | definitivo (3,5 milioni €)                                                                     |
| A                | Mirko Vučinić        | Al-Jazira     | definitivo (6,3 milioni €)                                                                     |
| Altre operazioni |                      |               |                                                                                                |
| R.               | Nome                 | a             | Modalità                                                                                       |
| P                | Francesco Anacoura   | Pro Vercelli  | prestito con diritto di riscatto                                                               |
| P                | Luca Baldi           | Pro Vercelli  | definitivo                                                                                     |
| P                | Entonjo Elezaj       | Pro Vercelli  | definitivo (0,5 milioni €)                                                                     |
| P                | Vincenzo Fiorillo    | Pescara       | prestito                                                                                       |
| P                | Alberto Gallinetta   | Gorica        | prestito                                                                                       |
| P                | Giulio Grillo        | Torino        | definitivo                                                                                     |
| P                | Nicola Leali         | Cesena        | prestito                                                                                       |
| P                | Timothy Nocchi       | Spezia        | prestito con diritto di opzione e contro opzione                                               |
| P                | Carlo Pinsoglio      | Modena        | prestito                                                                                       |
| P                | Simone Rossin        | Perugia       | prestito                                                                                       |
| P                | Gianmarco Vannucchi  | Renate        | prestito                                                                                       |
| D                | Luca Barlocco        | Novara        | prestito                                                                                       |
| D                | Nazzareno Belfasti   | Feralpisalò   | prestito                                                                                       |
| D                | Francesco Bertinetti |               | svincolato                                                                                     |
| D                | Nicolò Curti         | Como          | prestito                                                                                       |
| D                | Paolo De Ceglie      | Parma         | prestito                                                                                       |
| D                | Alberto Di Pierri    | Pro Vercelli  | prestito                                                                                       |
| D                | Pol García           | Vicenza       | prestito                                                                                       |
| D                | Edoardo Goldaniga    | Perugia       | prestito                                                                                       |
| D                | Prince-Désir Gouano  | Atalanta      | risoluzione compartecipazione                                                                  |
| D                | Federico Di Giovanni | Atalanta      | prestito                                                                                       |
| D                | Ahmed Gueye          | Reggiana      | prestito                                                                                       |
| D                | Jacob Laursen        | Odense        | definitivo                                                                                     |
| D                | Matteo Liviero       | Pro Vercelli  | prestito con diritto di riscatto e contro riscatto                                             |
| D                | Stefano Magnati      | Pro Vercelli  | prestito                                                                                       |
| D                | Hörður Magnússon     | Cesena        | prestito con diritto di opzione e contro opzione                                               |
| D                | Alessandro Moretti   | Pro Vercelli  | prestito                                                                                       |
| D                | Filippo Penna        | Den Bosch     | prestito                                                                                       |
| D                | Mattia Picone        | Pro Vercelli  | definitivo                                                                                     |
| D                | Mattia Proietti      | Bassano       | risoluzione compartecipazione (0 milioni €)                                                    |
| D                | Daniele Rugani       | Empoli        | prestito (0,286 milioni €)                                                                     |
| D                | Luca Santomauro      | Pro Vercelli  | prestito                                                                                       |
| D                | Frederik Sørensen    | Verona        | prestito (0,3 milioni €) con diritto di opzione (4 milioni €) e contro opzione (1,5 milioni €) |
| D                | Luca Sperandio       | Pro Vercelli  | definitivo                                                                                     |
| D                | Joel Untersee        | Vaduz         | prestito                                                                                       |
| D                | Andrea Vernero       | Pro Vercelli  | prestito                                                                                       |
| C                | Stefano Antezza      | Spezia        | prestito                                                                                       |
| C                | Gabriel Appelt       | Pescara       | prestito                                                                                       |
| C                | Lorenzo Barberis     | Torino        | definitivo                                                                                     |
| C                | Stefano Barilli      | Reggiana      | prestito                                                                                       |
| C                | Lorenzo Benucci      | Sassuolo      | prestito                                                                                       |
| C                | Ouasim Bouy          | Panathīnaïkos | prestito                                                                                       |
| C                | Marcel Büchel        | Bologna       | prestito (0,287 milioni €)                                                                     |
| C                | Luca Castiglia       | Pro Vercelli  | prestito con diritto di riscatto e contro riscatto                                             |
| C                | Michele Cavion       | Feralpisalò   | prestito                                                                                       |
| C                | Elio De Silvestro    | Carpi         | prestito con diritto di riscatto e contro riscatto                                             |
| C                | Matteo Gerbaudo      | Vicenza       | prestito                                                                                       |
| C                | Andrea Giannarelli   | Perugia       | prestito                                                                                       |
| C                | Carlo Ilari          | Catanzaro     | prestito                                                                                       |
| C                | Elvis Kabashi        | Den Bosch     | prestito                                                                                       |
| C                | Vlad Marin           | Messina       | prestito                                                                                       |
| C                | Jorge Martinez       | Juventud      | prestito                                                                                       |
| C                | Enrico Pignatelli    | Pro Vercelli  | definitivo                                                                                     |
| C                | Fausto Rossi         | Córdoba       | prestito con diritto di riscatto per le successive tre campagne acquisti                       |
| C                | Andrea Schiavone     | Modena        | prestito con diritto di opzione e contro opzione                                               |
| C                | Vykintas Slivka      | Modena        | prestito                                                                                       |
| C                | Giovanni Specchia    | Pro Vercelli  | prestito                                                                                       |
| C                | Leonardo Spinazzola  | Atalanta      | prestito                                                                                       |
| C                | Stefano Sturaro      | Genoa         | prestito (0 milioni €) con premio di valorizzazione (2 milioni €)                              |
| C                | Francesco Tahiraj    | Torino        | definitivo                                                                                     |
| C                | Lorenzo Venturello   | Torino        | prestito                                                                                       |
| A                | Domenico Berardi     | Sassuolo      | prestito                                                                                       |
| A                | Niko Bianconi        | Vicenza       | risoluzione compartecipazione (0,6 milioni €)                                                  |
| A                | Richmond Boakye      | Atalanta      | prestito                                                                                       |
| A                | Filippo Boniperti    | Parma         | risoluzione compartecipazione                                                                  |
| A                | Alessio Busatta      | Genoa         | prestito                                                                                       |
| A                | Riccardo Cabella     | Pro Vercelli  | definitivo                                                                                     |
| A                | Edoardo Ceria        | Den Bosch     | prestito                                                                                       |
| A                | Simone Condolo       | Udinese       | prestito                                                                                       |
| A                | Manuel De Mitri      | Pro Vercelli  | prestito                                                                                       |
| A                | Marco Di Benedetto   | Feralpisalò   | prestito                                                                                       |
| A                | Alessandro Faiola    | Bologna       | prestito                                                                                       |
| A                | Ciro Immobile        | Torino        | risoluzione compartecipazione (8 milioni €)                                                    |
| A                | Zoran Josipovic      | Lugano        | prestito con diritto di riscatto                                                               |
| A                | Francesco Margiotta  | Monza         | prestito                                                                                       |
| A                | Gabriele Moncini     | Cesena        | risoluzione compartecipazione                                                                  |
| A                | Federico Nacci       | Torino        | prestito                                                                                       |
| A                | Hector Otin          | Entella       | prestito                                                                                       |
| A                | Stefano Padovan      | Crotone       | prestito                                                                                       |
| A                | Cristian Pasquato    | Pescara       | prestito                                                                                       |
| A                | Nicolò Pozzebon      | Perugia       | prestito                                                                                       |
| A                | Valerio Rosseti      | Atalanta      | prestito biennale con diritto di opzione e contro opzione                                      |
| A                | Simone Russini       | Ternana       | prestito                                                                                       |
| A                | Alessio Sallustio    | Torino        | prestito                                                                                       |
| A                | Mame Thiam           | Lanciano      | prestito                                                                                       |
| A                | James Troisi         | Zulte Waregem | prestito                                                                                       |
| A                | Christian Varelli    | Pro Vercelli  | prestito                                                                                       |
| A                | Simone Zaza          | Sassuolo      | risoluzione compartecipazione (7,5 milioni €)                                                  |

### Sessione invernale(dal 5/1 al 2/2)
| Acquisti         | Acquisti            | Acquisti          | Acquisti                                   |
| R.               | Nome                | da                | Modalità                                   |
| ---------------- | ------------------- | ----------------- | ------------------------------------------ |
| D                | Paolo De Ceglie     | Parma             | fine prestito                              |
| C                | Stefano Sturaro     | Genoa             | fine prestito                              |
| A                | Alessandro Matri    | Milan             | prestito                                   |
| Altre operazioni |                     |                   |                                            |
| R.               | Nome                | da                | Modalità                                   |
| P                | Francesco Anacoura  | Pro Vercelli      | fine prestito                              |
| P                | Laurențiu Brănescu  | Lanciano          | riscatto compartecipazione                 |
| P                | Alberto Brignoli    | Ternana           | definitivo                                 |
| D                | Luca Barlocco       | Novara            | fine prestito                              |
| D                | Simone Braccini     | Santarcangelo     | fine prestito                              |
| D                | Filipe              | Grêmio            | definitivo                                 |
| D                | Pol Lirola          | Espanyol          | prestito con opzione                       |
| D                | Daniele Rugani      | Empoli            | riscatto compartecipazione (3,5 milioni €) |
| D                | Luca Santomauro     | Pro Vercelli      | fine prestito                              |
| D                | Christian Tavanti   | Santarcangelo     | fine prestito                              |
| C                | Stefano Antezza     | Spezia            | fine prestito                              |
| C                | Emil Antonacci      | Paradiso Collegno | fine prestito                              |
| C                | Gabriel Appelt      | Pescara           | fine prestito                              |
| C                | Luca Castiglia      | Pro Vercelli      | fine prestito                              |
| C                | Elio De Silvestro   | Carpi             | fine prestito                              |
| C                | Andrea Giannarelli  | Perugia           | fine prestito                              |
| C                | Matteo Gerbaudo     | Vicenza           | fine prestito                              |
| C                | Gianmarco Laurenti  | Empoli            | prestito con opzione                       |
| C                | Federico Lerta      | Alessandria       | fine prestito                              |
| C                | Vykintas Slivka     | Modena            | fine prestito                              |
| C                | Leonardo Spinazzola | Atalanta          | fine prestito                              |
| C                | Andrés Tello        | Envigado          | prestito con opzione                       |
| C                | Claudio Zappa       | Sassuolo          | prestito con opzione                       |
| A                | Stefano Beltrame    | Sampdoria         | riscatto compartecipazione                 |
| A                | Cristian Bunino     | Pro Vercelli      | definitivo                                 |
| A                | Francesco Cassata   | Empoli            | definitivo                                 |
| A                | Mbaye Diagne        | Al-Shabab         | fine prestito                              |
| A                | Andrea Favilli      | Livorno           | prestito                                   |
| A                | Andrija Filipović   | Rijeka            | prestito con opzione                       |
| A                | Francesco Margiotta | Monza             | fine prestito                              |
| A                | Davide Massaro      | Vicenza           | definitivo                                 |
| A                | Simone Russini      | Ternana           | fine prestito                              |
| A                | Christian Varelli   | Pro Vercelli      | fine prestito                              |

| Cessioni         | Cessioni            | Cessioni       | Cessioni                                          |
| R.               | Nome                | a              | Modalità                                          |
| ---------------- | ------------------- | -------------- | ------------------------------------------------- |
| D                | Marco Motta         |                | svincolato                                        |
| C                | Federico Mattiello  | Chievo         | prestito                                          |
| A                | Sebastian Giovinco  |                | svincolato                                        |
| Altre operazioni |                     |                |                                                   |
| R.               | Nome                | a              | Modalità                                          |
| P                | Francesco Anacoura  | Pontedera      | prestito                                          |
| P                | Laurențiu Brănescu  | Haladás        | prestito                                          |
| P                | Alberto Brignoli    | Ternana        | prestito                                          |
| P                | Giacomo Volpe       | Correggese     | prestito                                          |
| D                | Luca Barlocco       | Como           | prestito                                          |
| D                | Francesco Ferrari   | Torino         | prestito con opzione e contropzione               |
| D                | Lorenzo Granatiero  | Catania        | prestito con opzione                              |
| D                | Andrea Granzotto    | Vicenza        | prestito con opzione e contropzione               |
| D                | Alberto Masi        | Ternana        | risoluzione compartecipazione                     |
| D                | Francesco Mestre    | Empoli         | definitivo                                        |
| D                | Stefano Pellizzari  | Entella        | prestito con opzione e contropzione               |
| D                | Luigi Rizzo         | Vicenza        | definitivo                                        |
| D                | Luca Santomauro     | Empoli         | definitivo                                        |
| D                | Christian Tavanti   | Mantova        | prestito                                          |
| D                | Atila Varga         | Sampdoria      | definitivo                                        |
| C                | Stefano Antezza     | Spezia         | definitivo                                        |
| C                | Emil Antonacci      | Pro Vercelli   | prestito                                          |
| C                | Gabriel Appelt      | Livorno        | prestito con diritto di riscatto e contropzione   |
| C                | Simone Braccini     | Romagna Centro | prestito                                          |
| C                | Luca Castiglia      | Pro Vercelli   | definitivo                                        |
| C                | Andrea Giannarelli  | Barletta       | prestito                                          |
| C                | Matteo Gerbaudo     | SPAL           | prestito                                          |
| C                | Jakub Hromada       | Sampdoria      | definitivo                                        |
| C                | Marco Laneve        | Alessandria    | prestito                                          |
| C                | Federico Lerte      | Derthona       | prestito                                          |
| C                | Giuseppe Ruggiero   | Pro Vercelli   | risoluzione compartecipazione                     |
| C                | Vykintas Slivka     | Gorica         | prestito                                          |
| C                | Leonardo Spinazzola | Vicenza        | prestito con opzione e contropzione               |
| C                | Matteo Vitale       | Alessandria    | prestito                                          |
| A                | Stefano Beltrame    | Modena         | prestito con opzione e contropzione               |
| A                | Cristian Bunino     | Pro Vercelli   | prestito                                          |
| A                | Elio De Silvestro   | Lanciano       | definitivo                                        |
| A                | Mbaye Diagne        | Westerlo       | prestito                                          |
| A                | Anastasios Dōnīs    | Sassuolo       | prestito con diritto di riscatto e controriscatto |
| A                | Manolo Gabbiadini   | Napoli         | risoluzione compartecipazione (6,25 milioni €)    |
| A                | Francesco Margiotta | Real Vicenza   | prestito                                          |
| A                | Davide Massaro      | Vicenza        | prestito biennale con opzione e contropzione      |
| A                | Simone Russini      | Paganese       | prestito                                          |
| A                | Alhassane Soumah    | Cesena         | prestito con opzione e contropzione               |
| A                | Christian Varelli   | Borgaro        | prestito                                          |

## Risultati

### Serie A

#### Girone di andata
| Arbitro: | Russo (Nola) |

|  |           |                   |
|  | Marcatori | 6’ (aut.) Biraghi |

| Arbitro: | Damato (Barletta) |

|                        |           |  |
| Tévez 8’ Marchisio 75’ | Marcatori |  |

| Arbitro: | Rizzoli (Bologna) |

|  |           |           |
|  | Marcatori | 71’ Tévez |

| Arbitro: | Giacomelli (Trieste) |

|                                        |           |  |
| Vidal 18’ (rig.), 64’ Lichtsteiner 85’ | Marcatori |  |

| Arbitro: | Orsato (Schio) |

|  |           |                           |
|  | Marcatori | 35’, 59’ Tévez 83’ Morata |

| Arbitro: | Rocchi (Firenze) |

|                                            |           |                             |
| Tévez 27’ (rig.), 45+3’ (rig.) Bonucci 86’ | Marcatori | 32’ (rig.) Totti 44’ Iturbe |

| Arbitro: | Banti (Livorno) |

|          |           |           |
| Zaza 13’ | Marcatori | 19’ Pogba |

| Arbitro: | Calvarese (Teramo) |

|                        |           |  |
| Vidal 32’ Llorente 64’ | Marcatori |  |

| Arbitro: | Mazzoleni (Bergamo) |

|                |           |  |
| Antonini 90+4’ | Marcatori |  |

| Arbitro: | Valeri (Roma 2) |

|  |           |                      |
|  | Marcatori | 61’ Pirlo 72’ Morata |

| Arbitro: | Russo (Nola) |

|                                                                   |           |  |
| Llorente 23’, 36’ Lichtsteiner 29’ Tévez 49’, 58’ Morata 76’, 88’ | Marcatori |  |

| Arbitro: | Damato (Barletta) |

|  |           |                          |
|  | Marcatori | 24’, 64’ Pogba 55’ Tévez |

| Arbitro: | Orsato (Schio) |

|                              |           |                 |
| Vidal 15’ (rig.) Pirlo 90+3’ | Marcatori | 22’ Bruno Peres |

| Firenze 5 dicembre 2014, ore 20:45 CET 14ª giornata | Fiorentina        | 0 – 0 referto | Juventus | Stadio Artemio Franchi (38 160 spett.)\| Arbitro: \| Rizzoli (Bologna) \| |
| Arbitro:                                            | Rizzoli (Bologna) |               |          |                                                                           |

| Arbitro: | Doveri (Roma 1) |

|          |           |                |
| Evra 12’ | Marcatori | 51’ Gabbiadini |

| Arbitro: | Mazzoleni (Bergamo) |

|                |           |                                 |
| Rossettini 65’ | Marcatori | 3’ Tévez 15’ Vidal 50’ Llorente |

| Arbitro: | Banti (Livorno) |

|          |           |            |
| Tévez 5’ | Marcatori | 64’ Icardi |

| Arbitro: | Tagliavento (Terni) |

|            |           |                                   |
| Britos 64’ | Marcatori | 29’ Pogba 69’ Cáceres 90+4’ Vidal |

| Arbitro: | Irrati (Pistoia) |

|                                    |           |  |
| Pogba 3’ Tévez 7’, 74’ Pereyra 66’ | Marcatori |  |

#### Girone di ritorno
| Arbitro: | Massa (Imperia) |

|                            |           |  |
| Pogba 60’ Lichtsteiner 73’ | Marcatori |  |

| Udine 1º febbraio 2015, ore 15:00 CET 21ª giornata | Udinese             | 0 – 0 referto | Juventus | Stadio Friuli (11 241 spett.)\| Arbitro: \| Gervasoni (Mantova) \| |
| Arbitro:                                           | Gervasoni (Mantova) |               |          |                                                                    |

| Arbitro: | Damato (Barletta) |

|                                  |           |               |
| Tévez 14’ Bonucci 31’ Morata 65’ | Marcatori | 28’ Antonelli |

| Arbitro: | Russo (Nola) |

|                       |           |                          |
| Đurić 17’ Brienza 70’ | Marcatori | 27’ Morata 33’ Marchisio |

| Arbitro: | Irrati (Pistoia) |

|                        |           |                |
| Llorente 39’ Pirlo 45’ | Marcatori | 25’ Migliaccio |

| Arbitro: | Orsato (Schio) |

|           |           |           |
| Keita 78’ | Marcatori | 64’ Tévez |

| Arbitro: | Peruzzo (Schio) |

|           |           |  |
| Pogba 82’ | Marcatori |  |

| Arbitro: | Guida (Torre Annunziata) |

|  |           |            |
|  | Marcatori | 70’ Morata |

| Arbitro: | Di Bello (Brindisi) |

|           |           |  |
| Tévez 25’ | Marcatori |  |

| Arbitro: | Giacomelli (Trieste) |

|                         |           |  |
| Tévez 43’ Pereyra 90+4’ | Marcatori |  |

| Arbitro: | Gervasoni (Mantova) |

|           |           |  |
| Mauri 60’ | Marcatori |  |

| Arbitro: | Rizzoli (Bologna) |

|                       |           |  |
| Tévez 17’ Bonucci 28’ | Marcatori |  |

| Arbitro: | Tagliavento (Terni) |

|                              |           |           |
| Darmian 45’ Quagliarella 57’ | Marcatori | 35’ Pirlo |

| Arbitro: | Banti (Livorno) |

|                               |           |                                 |
| Llorente 36’ Tévez 45+1’, 70’ | Marcatori | 33’ (rig.) Rodríguez 90’ Iličić |

| Arbitro: | Valeri (Roma 2) |

|  |           |           |
|  | Marcatori | 32’ Vidal |

| Arbitro: | Peruzzo (Schio) |

|           |           |                |
| Pogba 45’ | Marcatori | 85’ Rossettini |

| Arbitro: | Doveri (Roma 1) |

|           |           |                                 |
| Icardi 9’ | Marcatori | 42’ (rig.) Marchisio 83’ Morata |

| Arbitro: | Banti (Livorno) |

|                                           |           |           |
| Pereyra 13’ Sturaro 77’ Pepe 90+3’ (rig.) | Marcatori | 50’ López |

| Arbitro: | Di Bello (Brindisi) |

|                      |           |                          |
| Toni 48’ Gómez 90+3’ | Marcatori | 42’ Pereyra 57’ Llorente |

### Coppa Italia

#### Fase finale
| Arbitro: | Calvarese (Teramo) |

|                                                                      |           |          |
| Giovinco 5’, 45+1’ Pereyra 21’ Pogba 53’ Morata 63’ (rig.) Coman 79’ | Marcatori | 57’ Nenê |

| Arbitro: | Peruzzo (Schio) |

|  |           |            |
|  | Marcatori | 89’ Morata |

| Arbitro: | Valeri (Roma 2) |

|              |           |                |
| Llorente 24’ | Marcatori | 11’, 56’ Salah |

| Arbitro: | Massa (Imperia) |

|  |           |                                   |
|  | Marcatori | 21’ Matri 44’ Pereyra 59’ Bonucci |

| Arbitro: | Orsato (Schio) |

|                         |           |         |
| Chiellini 11’ Matri 97’ | Marcatori | 4’ Radu |

### UEFA Champions League

#### Fase a gironi
| Arbitro: | Marciniak |

|                |           |  |
| Tévez 59’, 90’ | Marcatori |  |

| Arbitro: | Brych |

|                |           |  |
| Arda Turan 75’ | Marcatori |  |

| Arbitro: | Mažić |

|            |           |  |
| Kasami 36’ | Marcatori |  |

| Arbitro: | Atkinson |

|                                        |           |                      |
| Pirlo 21’ Roberto 65’ (aut.) Pogba 66’ | Marcatori | 24’ Botía 61’ Ndinga |

| Arbitro: | Proença |

|  |           |                        |
|  | Marcatori | 49’ Llorente 88’ Tévez |

| Torino 9 dicembre 2014, ore 20:45 CET 6ª giornata | Juventus | 0 – 0 referto | Atlético Madrid | Juventus Stadium (39 219 spett.)\| Arbitro: \| Collum \| |
| Arbitro:                                          | Collum   |               |                 |                                                          |

#### Fase a eliminazione diretta
| Arbitro: | Mateu Lahoz |

|                      |           |          |
| Tévez 13’ Morata 43’ | Marcatori | 18’ Reus |

| Arbitro: | Mažić |

|  |           |                          |
|  | Marcatori | 3’, 79’ Tévez 70’ Morata |

| Arbitro: | Královec |

|                  |           |  |
| Vidal 57’ (rig.) | Marcatori |  |

| Monaco 22 aprile 2015, ore 20:45 CEST Quarti di finale - Ritorno | Monaco | 0 – 0 referto | Juventus | Stade Louis II (16 889 spett.)\| Arbitro: \| Collum \| |
| Arbitro:                                                         | Collum |               |          |                                                        |

| Arbitro: | Atkinson |

|                            |           |             |
| Morata 8’ Tévez 58’ (rig.) | Marcatori | 27’ Ronaldo |

| Arbitro: | Eriksson |

|                    |           |            |
| Ronaldo 23’ (rig.) | Marcatori | 57’ Morata |

| Arbitro: | Çakır |

|            |           |                                         |
| Morata 55’ | Marcatori | 4’ Rakitić 68’ Luis Suárez 90+7’ Neymar |

### Supercoppa italiana
| Arbitro: | Valeri (Roma 2) |

|                                                                     |                      |                                                                          |
| Tévez 5’, 107’                                                      | Marcatori            | 68’, 118’ Higuaín                                                        |
| Tévez Vidal Pogba Marchisio Morata Bonucci Chiellini Pereyra Padoin | Tiri di rigore 5 – 6 | Jorginho Ghoulam Albiol Inler Higuaín Gargano Mertens Callejón Koulibaly |

## Statistiche

### Statistiche di squadra
Statistiche aggiornate al 6 giugno 2015.
| Competizione          | Punti | In casa | In casa | In casa | In casa | In casa | In casa | In trasferta | In trasferta | In trasferta | In trasferta | In trasferta | In trasferta | Totale | Totale | Totale | Totale | Totale | Totale | D.R. |
| Competizione          | Punti | G       | V       | N       | P       | Gf      | Gs      | G            | V            | N            | P            | Gf           | Gs           | G      | V      | N      | P      | Gf     | Gs     | D.R. |
| --------------------- | ----- | ------- | ------- | ------- | ------- | ------- | ------- | ------------ | ------------ | ------------ | ------------ | ------------ | ------------ | ------ | ------ | ------ | ------ | ------ | ------ | ---- |
| Serie A               | 87    | 19      | 16      | 3       | 0       | 45      | 11      | 19           | 10           | 6            | 3            | 27           | 13           | 38     | 26     | 9      | 3      | 72     | 24     | +48  |
| Coppa Italia          | -     | 2       | 1       | 0       | 1       | 7       | 3       | 2            | 2            | 0            | 0            | 4            | 0            | 5      | 4      | 0      | 1      | 13     | 4      | +9   |
| UEFA Champions League | -     | 6       | 5       | 1       | 0       | 10      | 4       | 6            | 2            | 2            | 2            | 6            | 3            | 13     | 7      | 3      | 3      | 17     | 10     | +7   |
| Supercoppa italiana   | -     | 0       | 0       | 0       | 0       | 0       | 0       | 0            | 0            | 0            | 0            | 0            | 0            | 1      | 0      | 1      | 0      | 2      | 2      | 0    |
| Totale                | -     | 27      | 22      | 4       | 1       | 62      | 18      | 27           | 14           | 8            | 5            | 37           | 16           | 57     | 37     | 13     | 7      | 104    | 40     | +64  |

### Andamento in campionato
| Giornata  | 1 | 2 | 3 | 4 | 5 | 6 | 7 | 8 | 9 | 10 | 11 | 12 | 13 | 14 | 15 | 16 | 17 | 18 | 19 | 20 | 21 | 22 | 23 | 24 | 25 | 26 | 27 | 28 | 29 | 30 | 31 | 32 | 33 | 34 | 35 | 36 | 37 | 38 |
| --------- | - | - | - | - | - | - | - | - | - | -- | -- | -- | -- | -- | -- | -- | -- | -- | -- | -- | -- | -- | -- | -- | -- | -- | -- | -- | -- | -- | -- | -- | -- | -- | -- | -- | -- | -- |
| Luogo     | T | C | T | C | T | C | T | C | T | T  | C  | T  | C  | T  | C  | T  | C  | T  | C  | C  | T  | C  | T  | C  | T  | C  | T  | C  | C  | T  | C  | T  | C  | T  | C  | T  | C  | T  |
| Risultato | V | V | V | V | V | V | N | V | P | V  | V  | V  | V  | N  | N  | V  | N  | V  | V  | V  | N  | V  | N  | V  | N  | V  | V  | V  | V  | P  | V  | P  | V  | V  | N  | V  | V  | N  |
| Posizione | 1 | 1 | 1 | 1 | 1 | 1 | 1 | 1 | 1 | 1  | 1  | 1  | 1  | 1  | 1  | 1  | 1  | 1  | 1  | 1  | 1  | 1  | 1  | 1  | 1  | 1  | 1  | 1  | 1  | 1  | 1  | 1  | 1  | 1  | 1  | 1  | 1  | 1  |

Fonte:  Serie A – Classifiche, su sport.sky.it. URL consultato il 30 agosto 2014 (archiviato dall'url originale l'11 settembre 2014).
Legenda:

Luogo: C = Casa; T = Trasferta. Risultato: V = Vittoria; N = Pareggio; P = Sconfitta.

### Statistiche dei giocatori
Sono in corsivo i calciatori che hanno lasciato la società a stagione in corso.
| Giocatore       | Serie A  | Serie A | Serie A     | Serie A    | Coppa Italia | Coppa Italia | Coppa Italia | Coppa Italia | UEFA Champions League | UEFA Champions League | UEFA Champions League | UEFA Champions League | Supercoppa italiana | Supercoppa italiana | Supercoppa italiana | Supercoppa italiana | Totale   | Totale | Totale      | Totale     |
| Giocatore       | Presenze | Reti    | Ammonizioni | Espulsioni | Presenze     | Reti         | Ammonizioni  | Espulsioni   | Presenze              | Reti                  | Ammonizioni           | Espulsioni            | Presenze            | Reti                | Ammonizioni         | Espulsioni          | Presenze | Reti   | Ammonizioni | Espulsioni |
| --------------- | -------- | ------- | ----------- | ---------- | ------------ | ------------ | ------------ | ------------ | --------------------- | --------------------- | --------------------- | --------------------- | ------------------- | ------------------- | ------------------- | ------------------- | -------- | ------ | ----------- | ---------- |
| K. Asamoah      | 7        | 0       | 2           | 0          | -            | -            | -            | -            | 3                     | 0                     | 0                     | 0                     | -                   | -                   | -                   | -                   | 10       | 0      | 2           | 0          |
| A. Barzagli     | 10       | 0       | 2           | 0          | 1            | 0            | 0            | 0            | 6                     | 0                     | 0                     | 0                     | -                   | -                   | -                   | -                   | 17       | 0      | 2           | 0          |
| L. Bonucci      | 34       | 3       | 8           | 0          | 4            | 1            | 1            | 0            | 13                    | 0                     | 2                     | 0                     | 1                   | 0                   | 0                   | 0                   | 52       | 4      | 11          | 0          |
| G. Buffon       | 33       | -20     | 0           | 0          | -            | -            | -            | -            | 13                    | -10                   | 0                     | 0                     | 1                   | -2                  | 0                   | 0                   | 47       | -32    | 0           | 0          |
| M. Cáceres      | 10       | 1       | 1           | 0          | 2            | 0            | 1            | 0            | 2                     | 0                     | 0                     | 0                     | -                   | -                   | -                   | -                   | 14       | 1      | 2           | 0          |
| G. Chiellini    | 28       | 0       | 7           | 0          | 5            | 1            | 2            | 0            | 11                    | 0                     | 2                     | 0                     | 1                   | 0                   | 0                   | 0                   | 45       | 1      | 11          | 0          |
| K. Coman        | 14       | 0       | 0           | 0          | 4            | 1            | 0            | 0            | 2                     | 0                     | 0                     | 0                     | -                   | -                   | -                   | -                   | 20       | 1      | 0           | 0          |
| P. De Ceglie    | 2        | 0       | 0           | 0          | -            | -            | -            | -            | -                     | -                     | -                     | -                     | -                   | -                   | -                   | -                   | 2        | 0      | 0           | 0          |
| P. Evra         | 21       | 1       | 4           | 0          | 2            | 0            | 1            | 0            | 10                    | 0                     | 0                     | 0                     | 1                   | 0                   | 0                   | 0                   | 34       | 1      | 5           | 0          |
| S. Giovinco     | 7        | 0       | 0           | 0          | 1            | 2            | 0            | 0            | 3                     | 0                     | 1                     | 0                     | -                   | -                   | -                   | -                   | 11       | 2      | 1           | 0          |
| S. Lichtsteiner | 32       | 3       | 8           | 1          | 3            | 0            | 0            | 0            | 12                    | 0                     | 3                     | 0                     | 1                   | 0                   | 0                   | 0                   | 48       | 3      | 11          | 1          |
| F. Llorente     | 31       | 7       | 0           | 0          | 4            | 1            | 0            | 0            | 9                     | 1                     | 0                     | 0                     | 1                   | 0                   | 0                   | 0                   | 45       | 9      | 0           | 0          |
| C. Marchisio    | 35       | 3       | 9           | 0          | 4            | 0            | 2            | 0            | 12                    | 0                     | 1                     | 0                     | 1                   | 0                   | 0                   | 0                   | 52       | 3      | 12          | 0          |
| L. Marrone      | -        | -       | -           | -          | -            | -            | -            | -            | -                     | -                     | -                     | -                     | -                   | -                   | -                   | -                   | -        | -      | -           | -          |
| A. Matri        | 5        | 0       | 0           | 0          | 2            | 2            | 1            | 0            | 2                     | 0                     | 0                     | 0                     | -                   | -                   | -                   | -                   | 9        | 2      | 1           | 0          |
| F. Mattiello    | 2        | 0       | 0           | 0          | 1            | 0            | 0            | 0            | -                     | -                     | -                     | -                     | -                   | -                   | -                   | -                   | 3        | 0      | 0           | 0          |
| Á. Morata       | 29       | 8       | 5           | 1          | 4            | 2            | 0            | 1            | 12                    | 5                     | 2                     | 0                     | 1                   | 0                   | 0                   | 0                   | 46       | 15     | 7           | 2          |
| M. Motta        | -        | -       | -           | -          | -            | -            | -            | -            | -                     | -                     | -                     | -                     | -                   | -                   | -                   | -                   | -        | -      | -           | -          |
| A. Ogbonna      | 25       | 0       | 4           | 0          | 4            | 0            | 0            | 0            | 1                     | 0                     | 0                     | 0                     | -                   | -                   | -                   | -                   | 30       | 0      | 4           | 0          |
| S. Padoin       | 25       | 0       | 3           | 2          | 5            | 0            | 0            | 0            | 4                     | 0                     | 0                     | 0                     | 1                   | 0                   | 0                   | 0                   | 35       | 0      | 3           | 2          |
| S. Pepe         | 12       | 1       | 0           | 1          | 3            | 0            | 0            | 0            | 1                     | 0                     | 0                     | 0                     | -                   | -                   | -                   | -                   | 16       | 1      | 0           | 1          |
| R. Pereyra      | 35       | 4       | 2           | 0          | 4            | 2            | 0            | 0            | 12                    | 0                     | 2                     | 0                     | 1                   | 0                   | 1                   | 0                   | 52       | 6      | 5           | 0          |
| A. Pirlo        | 20       | 4       | 0           | 0          | 2            | 0            | 0            | 0            | 10                    | 1                     | 0                     | 0                     | 1                   | 0                   | 0                   | 0                   | 33       | 5      | 0           | 0          |
| P. Pogba        | 26       | 8       | 4           | 0          | 4            | 1            | 1            | 0            | 10                    | 1                     | 3                     | 0                     | 1                   | 0                   | 0                   | 0                   | 41       | 10     | 8           | 0          |
| Rômulo          | 4        | 0       | 0           | 0          | -            | -            | -            | -            | 1                     | 0                     | 0                     | 0                     | -                   | -                   | -                   | -                   | 5        | 0      | 0           | 0          |
| Rubinho         | -        | -       | -           | -          | -            | -            | -            | -            | -                     | -                     | -                     | -                     | -                   | -                   | -                   | -                   | -        | -      | -           | -          |
| M. Storari      | 5        | -4      | 0           | 0          | 5            | -4           | 0            | 0            | -                     | -                     | -                     | -                     | -                   | -                   | -                   | -                   | 10       | -8     | 0           | 0          |
| S. Sturaro      | 12       | 1       | 1           | 0          | 1            | 0            | 1            | 0            | 2                     | 0                     | 0                     | 0                     | -                   | -                   | -                   | -                   | 15       | 1      | 2           | 0          |
| C. Tévez        | 32       | 20      | 6           | 0          | 2            | 0            | 1            | 0            | 13                    | 7                     | 4                     | 0                     | 1                   | 2                   | 1                   | 0                   | 48       | 29     | 12          | 0          |
| A. Vidal        | 28       | 7       | 7           | 0          | 4            | 0            | 1            | 0            | 12                    | 1                     | 4                     | 0                     | 1                   | 0                   | 0                   | 0                   | 45       | 8      | 12          | 0          |
| M. Vitale       | 2        | 0       | 0           | 0          | -            | -            | -            | -            | -                     | -                     | -                     | -                     | -                   | -                   | -                   | -                   | 2        | 0      | 0           | 0          |

## Giovanili

### Piazzamenti
- Primavera:
  - Campionato: turno di qualificazione alla fase finale
  - Coppa Italia: semifinali
  - UEFA Youth League: fase a gironi